# Turcos del Dodecaneso

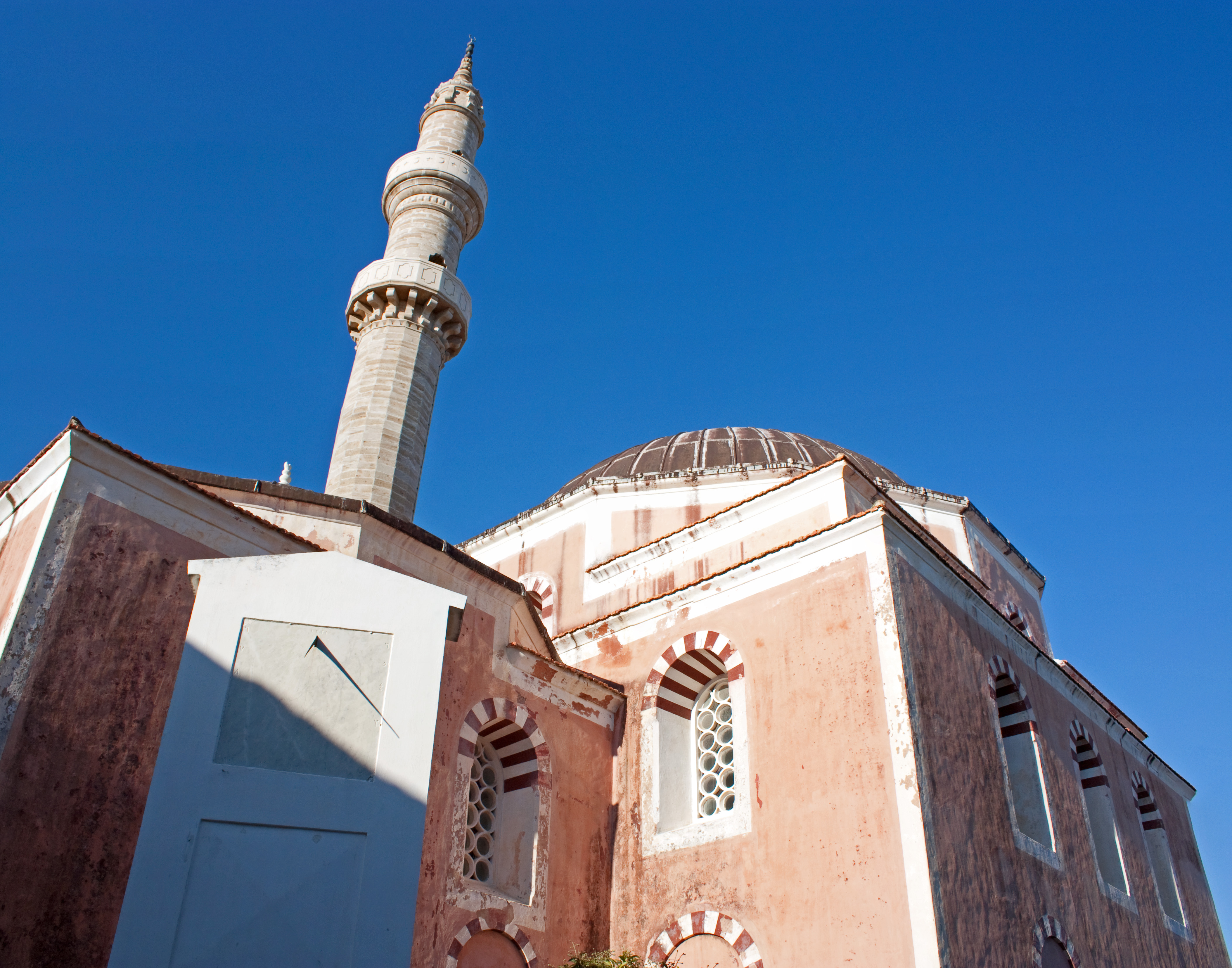
Mezquita de Suleymaniye (Rodas) en Rodas

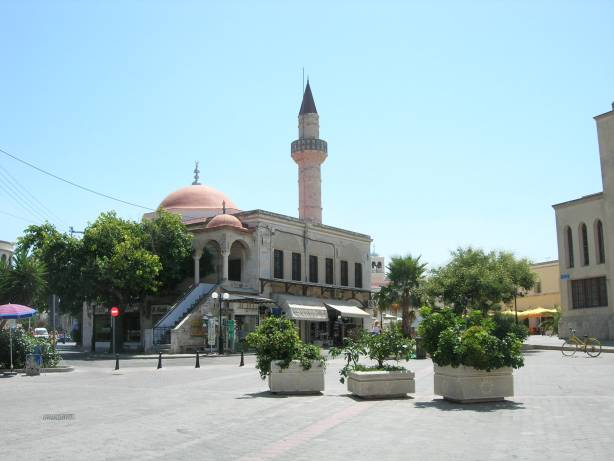
Defterdar Mosque in Kos

Los Turcos del Dodecaneso (en turco: On İki Ada Türkleri, lit. Turcos de las Doce Islas) son una comunidad de 5.500 turcos- y personas de etnia turca así como musulmanes griegos que viven en las islas del Dodecaneso de Rodas (en turco: Rodos) y Kos (en turco: İstanköy).

## Historia
Como consecuencia de esta incorporación a Grecia y debido a la situación que se produjo tras el conflicto de Chipre y la invasión turca de Chipre en 1974 muchos turcos musulmanes fueron expulsados de las islas y obligados a establecerse en Turquía. Muchos de ellos fueron privados de su ciudadanía griega y de sus propiedades. Algunos de los que se quedaron abandonaron la lengua turca y su religión.
Los turcos de Kos se organizan en parte en torno a la Asociación Musulmana de Kos Kos Müslüman que da la cifra de 2.000 para la población que aglutinan y representan para la isla griega.
Los de Rodas se organizan en torno a la Asociación Musulmana de Rodas Rodos Müslümanı, lo que da la cifra de 3.500 para la población que aglutinan y representan para la isla.
A veces se utiliza el término más general Adali (que significa "isleño" en turco).
El presidente de su asociación, Mazlum Payzanoğlu, estima que su número en Rodas es de 2.500 y en Kos de 2.000.